# 塞尼特冰川
80°12′S 158°42′E / 80.200°S 158.700°E
塞尼特冰川（英語：Sennet Glacier）是南極洲的冰川，位於奧次地，處於不列顛嶺地區，發源自奧爾德里奇山，最終注入伯德冰川，現時由南極條約體系管理。